# Ienisseisk

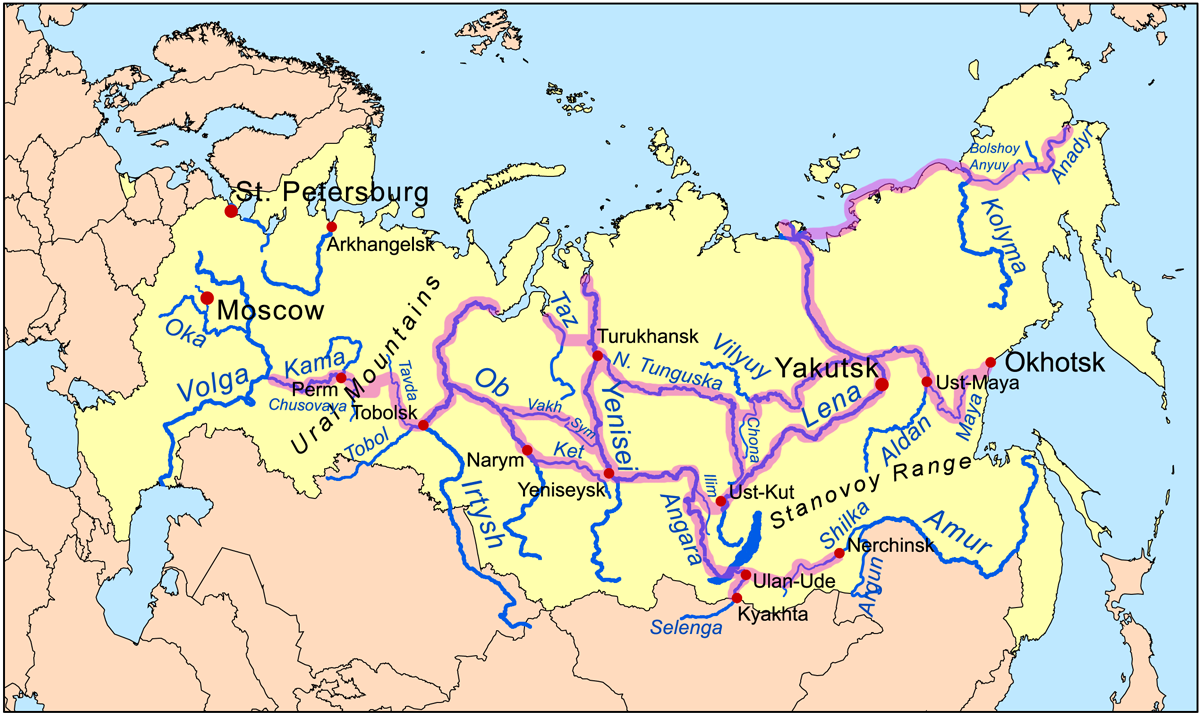
Ienisseisk era un nus de comunicacions important en les rutes fluvials siberianes

Ienisseisk (rus: Енисейск) és una ciutat de Sibèria a Rússia al krai de Krasnoiarsk, es troba a la riba del riu Ienissei. L'any 2010 tenia 18.769 habitants.

## Història
Ienisseisk es va fundar l'any 1619 com a ciutat fortificada. Va tenir un paper important en la colonització russa de la Sibèria oriental durant els segles XVII i XVIII. Va esdevenir menys important quan el traçat del ferrocarril transsiberià va anar més cap al sud. El seu centre urbà antic ha estat proposat com a Patrimoni de la Humanitat per les autoritats russes.

## Clima
Ienisseisk té un clima continental, la temperatura mitjana anual és de -1,7 °C, la del mes de gener és de -21,6 i la de juliol de 18,5 °C. L'hivern (amb temperatures mitjanes per sota dels 0 °C9 dura d'octubre a abril. Les precipitacions mitjanes anuals són de 337,4 litres sent el màxim a l'estiu (agost 70,8 litres) i el mínim a l'hivern (març 17,2 litres).
| Paràmetres climàtics mitjans de Ienisseisk | Paràmetres climàtics mitjans de Ienisseisk | Paràmetres climàtics mitjans de Ienisseisk | Paràmetres climàtics mitjans de Ienisseisk | Paràmetres climàtics mitjans de Ienisseisk | Paràmetres climàtics mitjans de Ienisseisk | Paràmetres climàtics mitjans de Ienisseisk | Paràmetres climàtics mitjans de Ienisseisk | Paràmetres climàtics mitjans de Ienisseisk | Paràmetres climàtics mitjans de Ienisseisk | Paràmetres climàtics mitjans de Ienisseisk | Paràmetres climàtics mitjans de Ienisseisk | Paràmetres climàtics mitjans de Ienisseisk | Paràmetres climàtics mitjans de Ienisseisk |
| Mes                                        | Gen.                                       | Feb.                                       | Mar.                                       | Abr.                                       | Mai.                                       | Jun.                                       | Jul.                                       | Ago.                                       | Set.                                       | Oct.                                       | Nov.                                       | Des.                                       | Anual                                      |
| ------------------------------------------ | ------------------------------------------ | ------------------------------------------ | ------------------------------------------ | ------------------------------------------ | ------------------------------------------ | ------------------------------------------ | ------------------------------------------ | ------------------------------------------ | ------------------------------------------ | ------------------------------------------ | ------------------------------------------ | ------------------------------------------ | ------------------------------------------ |
| Temperatura màxima registrada °C (°F)      | 2,9 (37,2)                                 | 6,9 (44,4)                                 | 16,5 (61,7)                                | 27,0 (80,6)                                | 32,3 (90,1)                                | 35,1 (95,2)                                | 34,7 (94,5)                                | 33,6 (92,5)                                | 29,2 (84,6)                                | 21,1 (70)                                  | 9,6 (49,3)                                 | 6,1 (43)                                   | 35,1 (95,2)                                |
| Temperatura mínima registrada °C (°F)      | −50,5 (−58,9)                              | −49,9 (−57,8)                              | −39,3 (−38,7)                              | −35,6 (−32,1)                              | −12,5 (9,5)                                | −3,5 (25,7)                                | 2,1 (35,8)                                 | −2,7 (27,1)                                | −7,9 (17,8)                                | −26,1 (−15)                                | −42,8 (−45)                                | −48,4 (−55,1)                              | −50,5 (−58,9)                              |
| Temperatura diària màxima °C (°F)          | −16,3 (2,7)                                | −11,4 (11,5)                               | −1,8 (28,8)                                | 6,2 (43,2)                                 | 15,0 (59)                                  | 22,4 (72,3)                                | 25,0 (77)                                  | 21,4 (70,5)                                | 13,4 (56,1)                                | 3,8 (38,8)                                 | −7,0 (19,4)                                | −13,6 (7,5)                                | 4,8 (40,6)                                 |
| Temperatura diària mínima °C (°F)          | −25,2 (−13,4)                              | −22,5 (−8,5)                               | −14,8 (5,4)                                | −4,9 (23,2)                                | 2,6 (36,7)                                 | 9,3 (48,7)                                 | 12,4 (54,3)                                | 9,7 (49,5)                                 | 3,8 (38,8)                                 | −3,1 (26,4)                                | −13,9 (7)                                  | −21,5 (−6,7)                               | −5,7 (21,7)                                |
| Precipitació total mm (polzades)           | 27,1 (1,1)                                 | 19,4 (0,8)                                 | 18,7 (0,7)                                 | 30,2 (1,2)                                 | 42,9 (1,7)                                 | 52,6 (2,1)                                 | 61,1 (2,4)                                 | 60,4 (2,4)                                 | 51,9 (2)                                   | 45,9 (1,8)                                 | 42,5 (1,7)                                 | 36,6 (1,4)                                 | 489,3 (19,3)                               |
| Font: Погода и климат Енисейск             |                                            |                                            |                                            |                                            |                                            |                                            |                                            |                                            |                                            |                                            |                                            |                                            |                                            |

## Administració
Ienisseisk és el centre administratiu del districte de Ienisseisk, encara que administrativament no en forma part i està incorporat al territori de la ciutat de Ienisseisk i aquest incorporat a l'ókrug urbà de Ienisseisk.
Compta amb un aeroport.